# Tokyo Ghost
Tokyo Ghost és una sèrie de còmics de ciència-ficció nord-americana escrita per Rick Remender, dibuixada per Sean Murphy i pintada per Matt Hollingsworth, estrenada el setembre de 2015 per Image Comics. L'arc de la història actual va concloure al número 10, amb la possibilitat d'una nova història en algun moment en el futur.
La sèrie està ambientada l'any 2089, una època en què la humanitat és addicta a la tecnologia i l'entreteniment. Segueix la història dels agents Debbie Decay i Led Dent, que treballen com a forces de pau a les illes de Los Angeles. Reben una feina que els portarà a l'últim país lliure de tecnologia de la Terra: la nació dels jardins de Tòquio. Remender ho resumeix com "una història gran, visual i emocionant que en el fons amaga el fet que realment és una història d'amor".

## Recepció
Sean Edgar de Paste l'anomena "un malson gonzo de William Gibson" que mostra "l'embarcació de transport de Murphy en el seu apogeu". Jeff Lake d'IGN ho descriu com "una mirada apuntada a l'evolució de la nostra generació insensibilitzada, ara-ara-ara" i "absolutament plàtans quan es tracta d'acció".

## Edicions recollides
| Títol                              | Material recollit | Data de publicació | ISBN                                             |
| ---------------------------------- | ----------------- | ------------------ | ------------------------------------------------ |
| Vol. 1: El jardí atòmic            | Tokyo Ghost #1–5  | març de 2016       | ISBN 1632156636 Error en ISBN: caràcter no vàlid |
| Vol. 2: Vine a unir-te a nosaltres | Tokyo Ghost #6-10 | Octubre 2016       | ISBN 1632159147 Error en ISBN: caràcter no vàlid |
| Tokyo Ghost Edició Deluxe          | Tokyo Ghost #1-10 | Juliol 2017        | ISBN 1534300465 Error en ISBN: caràcter no vàlid |

## Adaptació cinematogràfica
El març de 2021, Legendary Entertainment havia començat el desenvolupament d'una adaptació cinematogràfica de Tokyo Ghost amb Cary Joji Fukunaga per dirigir i produir.